# Liuta, Velîkîi Bereznîi
Liuta (în ucraineană Люта) este o comună în raionul Velîkîi Bereznîi, regiunea Transcarpatia, Ucraina, formată numai din satul de reședință.

## Demografie
Componența lingvistică a comunei Liuta
     Ucraineană (99,88%)
     Alte limbi (0,12%)
Conform recensământului din 2001, majoritatea populației comunei Liuta era vorbitoare de ucraineană (99,88%), existând în minoritate și vorbitori de alte limbi.